# Niceta di Eraclea
Niceta di Eraclea o di Serres (in greco Νικήτας?; 1030 – 1117) è stato un arcivescovo ortodosso e scrittore bizantino dell'XI secolo, nipote del vescovo di Serres o Serrae in Macedonia.

## Biografia
Diacono di Santa Sofia a Costantinopoli, divenne metropolita di Eraclea alla fine dell'XI secolo, e rimase in carica fino alla morte nel 1117.

## Opere
Fu uno scrittore prolifico, a volte confuso con Nicetas Paphlagon. Pubblicò alcuni commentari ai Vangeli secondo Luca, Matteo e Giovanni:
1. Commentarii in Gregor. Nazianzeni Tetrasticha et Monosticha
2. Responsa Canonica ad Interrogationes cujusdam Constantini Episcopi